# Tilo von Berlepsch
Tilo Freiherr von Berlepsch, auch Thilo von Berlepsch, (* 30. Dezember 1913 in Kassel; † 8. April 1991 in Basel, Schweiz) war ein deutscher Schauspieler.

## Leben
Er entstammte dem Adelsgeschlecht Berlepsch und war ein Enkel des Ornithologen Hans Hermann Carl Ludwig von Berlepsch. Er gab sein Debüt als Schauspieler 1933 in Berlin. Seine langjährige Bühnenkarriere konnte er auch nach 1945 an zahlreichen bundesdeutschen Theatern fortsetzen.
1938 stand er in Preußische Liebesgeschichte erstmals vor der Kamera, aber erst nach dem Krieg wurde er zum häufig besetzten Filmschauspieler. Er mimte meist hochgestellte Persönlichkeiten, oftmals Adelige, Staatsanwälte, Rechtsanwälte, aber auch Diener. In dem Luther-Fernsehfilm Der Reformator (1968) verkörperte er den Schlosshauptmann Hans von Berlepsch, einen frühen Angehörigen der Familie von Berlepsch. Er war mit der 1919 geborenen Schauspielerin Eike Siegel verheiratet.
Tilo von Berlepsch wurde anonym auf dem Friedhof Lichtental in Baden-Baden beigesetzt.

## Filmografie
- 1938/50: Preußische Liebesgeschichte
- 1949: Liebe 47
- 1949: Amico
- 1951: Veronika, die Magd / Was das Herz befiehlt
- 1951: Unsterbliche Geliebte
- 1952: Der Tag vor der Hochzeit
- 1953: Hab’ Sonne im Herzen
- 1953: Unter den Sternen von Capri
- 1953: Hokuspokus
- 1953: Königliche Hoheit
- 1954: Dein Mund verspricht mir Liebe
- 1955: Mamitschka
- 1955: Die Mädels vom Immenhof
- 1955: Drei Mädels vom Rhein
- 1955: Die Barrings
- 1956: Friederike von Barring
- 1956: Die wilde Auguste
- 1957: Vater macht Karriere
- 1958: Lilli – ein Mädchen aus der Großstadt
- 1958: Liebe kann wie Gift sein
- 1958: Das Mädchen Rosemarie
- 1958: Piefke, der Schrecken der Kompanie
- 1958: Meine 99 Bräute
- 1959: Alt Heidelberg
- 1959: Labyrinth
- 1960: Der liebe Augustin
- 1960: Bis dass das Geld Euch scheidet …
- 1961: Das Rendezvous von Senlis
- 1961: Die Ehe des Herrn Mississippi
- 1961: Das Brot der frühen Jahre
- 1963: Moral 63
- 1963: Meine Frau Susanne – Das Horoskop
- 1964: Der Hexer
- 1965: DM-Killer
- 1965: Brave Diebe
- 1965: Tatort
- 1965: Der Fall Harry Domela
- 1965: Das Liebeskarussell
- 1966: Standgericht
- 1966: Lange Beine – lange Finger
- 1966: Förster Horn (3 Folgen)
- 1966: Der Bucklige von Soho
- 1966: Der Fall der Generale
- 1967: Die Mission
- 1967: Tätowierung
- 1967: Der Mönch mit der Peitsche
- 1968: Unwiederbringlich
- 1968: Der Hund von Blackwood Castle
- 1968: Der Reformator
- 1968: Gold für Montevasall
- 1968: Affäre Dreyfuss
- 1968: Komm nur, mein liebstes Vögelein
- 1969: Die ungarische Hochzeit
- 1969: Der Mann mit dem Glasauge
- 1969: Goldene Städte
- 1970: Komm nach Wien, ich zeig dir was!
- 1970: Die Herren mit der weißen Weste
- 1970: Die Feuerzangenbowle
- 1971: Olympia – Olympia
- 1971: Die Nacht von Lissabon
- 1971: Der trojanische Sessel
- 1971: Rosy und der Herr aus Bonn
- 1971: Unser Willi ist der Beste
- 1972: Schöne Grüße von Adelheid
- 1973: Krieg im dritten Stock
- 1973: Der Kommissar – Schwarzes Dreieck
- 1973: Die Powenzbande (Mehrteiler)
- 1973: Das fliegende Klassenzimmer
- 1974: Als Mutter streikte
- 1974: Tatort: Playback oder die Show geht weiter
- 1974: Pusteblume
- 1975: Der Kommissar – Noch zehn Minuten zu leben
- 1976: Rosemaries Tochter